# 10410 Yangguanghua
10410 Yangguanghua eller 1997 XR9 är en asteroid i huvudbältet som upptäcktes den 4 december 1997 av Beijing Schmidt CCD Asteroid Program vid Xinglong-observatoriet. Den är uppkallad efter den kinesiske kemisten Yang Guanghua.
Asteroiden har en diameter på ungefär 11 kilometer.